# تحرير النسخ

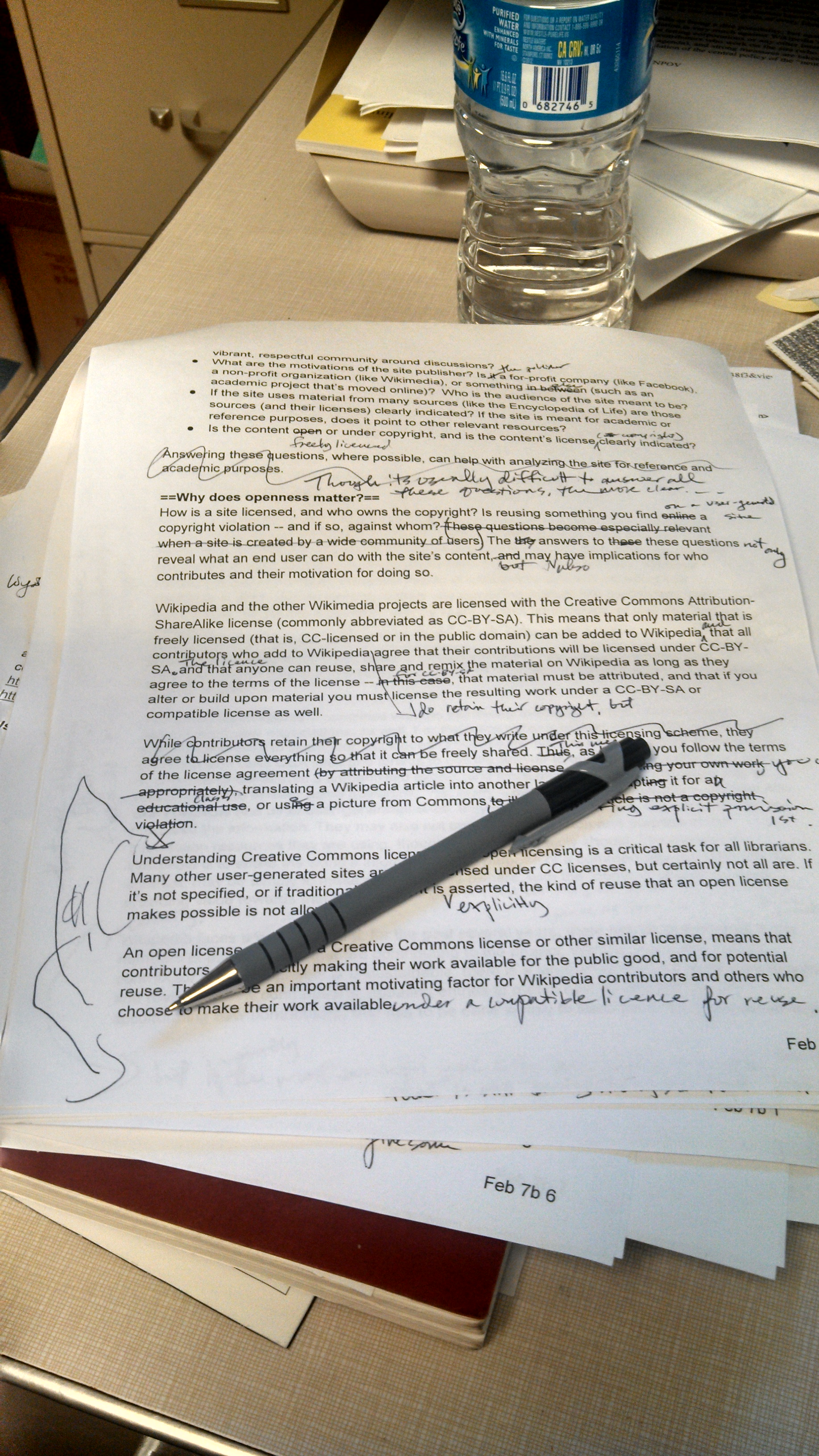

تحرير النسخ أو تحرير الطباعة (بالإنجليزية: Copyediting) مصطلح يشير إلى العمل الذي يقوم به محرر من أجل تحسين تنسيق ونمط ودقة النصوص. وعلى خلاف التحرير العام، فإن تحرير النسخ قد لا يشتمل على تغيير جوهر النص. وتشير النسخ إلى النصوص المكتوبة أو المطبوعة على الآلة الكاتبة من أجل تنضيد الحروف أو الطباعة أو النشر. ويُجرى تحرير النسخ قبل تنضيد الحروف والتصحيح، حيث تكون عملية التصحيح هي آخر خطوة في دورة التحرير.
في الولايات المتحدة وكندا، يُطلق على المحرر الذي يقوم بهذه المهمة اسم محرر النسخ (أو محرر الطباعة). ويمكن أن يطلق على أكبر محرر نسخ من ناحية المكانة في منظمة ما، أو المحرر المشرف على مجموعة من محرري النسخ، اسم رئيس محرري النسخ، أو رئيس مكتب التحرير أو محرر الأخبار. فيما يتعلق بنشر الكتب في المملكة المتحدة وغيرها من دول العالم التي تتبع المصطلحات الفنية البريطانية، ويستخدم مصطلح محرر النسخ، ولكن في مجال نشر الصحف والمجلات، يستخدم المصطلح المحرر المساعد (أو subeditor كما تكتب باللغة الإنجليزية)، والذي غالبًا ما يختصر ليصبح مساعدًا. وغالبًا ما يطلق على كبير المحررين المساعدين لقب كبير المحررين المساعدين. وكما هو واضح من كلمة «مساعد»، فإنَّ محرري النسخ البريطانيين غالبًا ما تكون لهم سلطات أقل من المحررين المعتادين.
والمصطلح باللغة الإنجليزية copy editor يمكن أن يكتب كلمة واحدة أو كلمتين بينهما شرطة (أي copyeditor وcopy-editor). ويشيع شكل مصطلح الكلمتين بينهما شرطة في المملكة المتحدة، أما في مجال الصحافة البريطانية، فإن استخدام الشكل المكون من كلمتين يكون أكثر شيوعًا.

## نظرة عامة
تلخص «المهام الخمسة التي تبدأ بحرف C في اللغة الإنجليزية» مهمة محرر النسخ، والتي تتمثل في جعل النسخ «واضحة، وصحيحة، ومختصرة، وسهلة الفهم، ومتسقة.» ويجب على محرري النسخ جعل النصوص تعبر عن المقصود منها، وجعلها تعني ما تعبر عنه كلماتها. يشتمل تحرير النسخ النموذجي على تصحيح أخطاء الهجاء والترقيم وقواعد اللغة والمصطلحات والاصطلاحات وعلم المعاني، مع التحقق من أن النص يلتزم نمط الناشر أو أي إرشادات تنسيق خارجية، مثل دليل أسلوب شيكاغو أو دليل أسلوب أسوشيتد برس. ويمكن أن يقوم محررو النسخ باختصار النصوص، لتحسينها أو لكي تتناسب مع حدود الطول. ويجري ذلك على وجه الخصوص في نشر الصحف الدورية، حيث يجب أن تختصر النسخة لكي تتلاءم مع تصميم معين، مع تغيير النصوص لضمان عدم ظهور أي «خطوط قصيرة».
وفي الغالب، يكون محررو النسخ مسئولين كذلك عن إضافة أي «نسخ معروضة»، مثل العناوين الرئيسية ورؤوس الصفحات القياسية وتذييلات الصفحات والاقتباسات والتعليقات على الصور. ورغم أن التصحيح مهمة مميزة عن تحرير النسخ، إلا أنها تكون في الغالب واحدة من المهام التي ينفذها محرروا النسخ.
من المتوقع من محرري النسخ ضمان انسيابية النص وأن يكون معقولاً ونزيهًا ودقيقًا، بالإضافة إلى ضمان التعامل مع أي مشكلات قانونية. وإذا كانت هناك عبارة غير واضحة أو كان هناك تأكيد يبدو محل شك، فيمكن أن يطلب محرر النسخة من الكاتب توضيحه. وفي بعض الأحيان، يكون محرر النسخ هو الشخص الوحيد، بخلاف الكاتب، الذي يقوم بقراءة النص كاملة قبل النشر، ولهذا السبب، يعد محرروا النصوص في الصحف آخر خط دفاعي للمنشور.
يختلف دور محرر النسخ كثيرًا من منشور إلى منشور آخر. فمحررو النسخ في بعض الصحف يقومون باختيار الروايات الإخبارية من الوكالات الإخبارية، في حين يقوم آخرون باستخدام برامج النشر المكتبي لتنفيذ أعمال التصميمات والنسق الذي كان فيما مضى مرتبطًا بمتخصصي التصميم والإنتاج.

## التغيرات الحادثة في المجال
يمكن أن يقوم محرر النسخ بقراءة مخطوط مطبوع أو مكتوب أو وضع علامات تصحيح المحرر عليه يدويًا. واليوم، تقرأ المخطوط في الغالب من خلال شاشة كمبيوتر وتدخل التصحيحات النصية مباشرة.
وقد أدى التبني العالمي تقريبًا لأنظمة محوسبة من أجل التحرير والتنسيق في الصحف والمجلات إلى جعل محرري النسخ يشاركون أكثر في عمليات التصميم والأمور الفنية المرتبطة بالإنتاج. وبالتالي، فإنه ينظر إلى المعرفة الفنية في بعض الأحيان على أنها ضرورة وتشكل إمكانية من إمكانيات الكتابة، رغم أن ذلك يحدث في الصحافة أكثر من نشر الكتب. وقد صرح هانك جلامان، المؤسس المشترك لجمعية محرري النسخ الأمريكيين، بالملاحظة التالية حول الإعلانات عن مناصب محرري النسخ في الصحف الأمريكية:
يجب أن يمتلكوا المهارة من ناحية قواعد اللغة والحرفية فيما يتعلق بالكلمات، بالإضافة إلى كتابة العناوين البراقة والتي تجذب العين، كما يجب أن يكونوا على دراية ببرنامج Quark. ولكن، في الغالب، وفي وقت الحسم، يمكن أن نتغاضى عن واحد من هذه الشروط، باستثناء الشرط الأخير، لأنك يجب أن تدرك هذا البرنامج من أجل تنفيذ المهمة المطلوبة في الوقت المحدد.

## السمات والمهارات والتدريب
بالإضافة إلى الإتقان الشديد للغة، يجب أن يمتلك محررو النسخ قدرًا كبيرًا من المعلومات العامة من أجل التمكن من اكتشاف الأخطاء المرتبطة بالحقائق، ومهارات التفكير النقدي الجيدة من أجل إدراك عدم الاتساق أو عدم الوضوح، فضلاً عن مهارات التعامل مع الآخرين من أجل التعامل مع الكتاب وغيرهم من المحررين والمصممين، بالإضافة إلى الاهتمام بالتفاصيل وامتلاك الحس الأسلوبي. وبالإضافة إلى ذلك، يجب أن يتمكنوا من وضع الأولويات وخلق توازن لتحقيق الكمال مع ضرورة الالتزام بالمواعيد.
والكثير من محرري النسخ يمتلكون شهادة جامعية، غالبًا في مجال الصحافة، أو اللغة التي تكتب النصوص بها، أو الاتصالات. وفي الولايات المتحدة، غالبًا ما يُعلّم تحرير النسخ (تحرير الطباعة) بأنه دورة صحفية في الكليات، مع اختلاف اسمه. وغالبًا ما تشتمل تلك الدورات على تصميم الأخبار وترقيم الصفحات.
وفي الولايات المتحدة، يقوم صندوق صحيفة داو جونز برعاية المنح التي تشتمل على أسبوعين من التدريب. وبالإضافة إلى ذلك، فإن معهد الصحافة الأمريكية ومعهد بوينتر وجامعة نورث كارولينا في شابل هيل وملحق سان دييجو بجامعة كاليفورنيا ومؤتمرات جمعية محرري النسخ الأمريكية يقومون بتوفير تدريب في منتصف الحياة المهنية لمحرري نسخ الصحف ومحرري الأخبار (مشرفي مكتب تحرير الأخبار).
وتقوم أغلب الصحف الأمريكية والناشرين الأمريكيين بإعطاء المرشحين لشغل وظيفة تحرير النسخ اختبار أو تجربة تحريرية. وهي تختلف بشدة، ويمكن أن تشتمل على أشياء عامة، مثل الاختصارات والأحداث الحالية والرياضيات والترقيم والمهارات، مثل استخدام دليل أسلوب أسوشيتد برس وكتابة العناوين وتحرير مخطط المعلومات البياني وأخلاقيات الصحافة.
في الولايات المتحدة والمملكة المتحدة، لا توجد كيانات رسمية توفر تأهيلاً مفردًا معترفًا به.
في المملكة المتحدة، توفر العديد من الشركات مجموعة من الدورات بشكل غير رسمي معترف بها في ذلك المجال الصناعي. ويمكن أن يكون التدريب أثناء العمل في الوظيفة أو يمكن أن يكون من خلال دورات النشر أو الندوات الخاصة أو دورات المراسلة الخاصة بجمعية المحررين والمصححين. كما يوفر المجلس القومي لتدريب الصحفيين كذلك تأهيلاً للمحررين الفرعيين.

## وصلات خارجية
General
- Sub-editing style and directories1 (UK)
- Proofreading practice at Project Gutenberg Distributed Proofreaders

Organizations
- American Copy Editors Society
- Society for Editors and Proofreaders (UK)
- Technical Editing special interest group (SIG) نسخة محفوظة 10 مايو 2015 على موقع واي باك مشين. of the Society for Technical Communication (STC)

Newspaper copy editing
- The Slot, includes What exactly is a copy editor? and How a copy desk works, by Bill Walsh of The Washington Post